# Província del Sud (Ruanda)
La província del Sud (kinyarwanda Intara y'Amajyepfo; francès Province du Sud) és una de les cinc províncies de Ruanda. Aquesta va ser creada a principis de gener de 2006 com a part d'un programa de descentralització del govern que va reorganitzar les estructures d'administració local del país. La seva població era de 2.589.975 habitants en 2012.(2012)
El Sud la Província comprèn les antigues províncies de Gikongoro, Gitarama, i Butare, i està dividida en els districtes de Gisagara, Huye, Kamonyi, Muhanga, Nyamagabe, Nyanza, Nyaruguru i Ruhango. La capital de la Província és Nyanza.